# Звучни зид — музика за театар, филм и ТВ
Звучни зид — музика за театар, филм и ТВ је осми албум македонске групе Леб и сол. Албум садржи музику компоновану за позориште, филм и телевизију. На овом албуму је шпица за едукативну емисију ТВ Скопље „Бушава азбука“, рок обрада народне песме Јовано Јованке за представу „Ослобођење Скопља“... Албум је издат маја 1986 од стране дискографске куће Југотон.

## О албуму
Овим албумом, група је прославила десет година од оснивања. Снимљен је у периоду од 1978 до 1986. године.

## Листа песма
Аутор(и) свих песама: Леб и сол.
| №  | Назив       | Трајање |  |
| 1. | Country     | 2:20    |  |
| 2. | Откачишка   | 5:15    |  |
| 3. | Главна тема | 3:02    |  |

| №  | Назив      | Трајање |  |
| 4. | Шпица      | 2:13    |  |
| 5. | Галерија   | 1:55    |  |
| 6. | Мира плаче | 1:25    |  |

| №  | Назив         | Трајање |  |
| 7. | Увод          | 1:47    |  |
| 8. | Пигијева тема | 2:25    |  |
| 9. | Во борба      | 0:35    |  |

| №   | Назив           | Трајање |  |
| 10. | Јовано, Јованке | 4:12    |  |
| 11. | Абре Македонче  | 3:37    |  |

| №   | Назив               | Трајање |  |
| 12. | Тумба, Тумба Дивина | 2:35    |  |

| №   | Назив                  | Трајање |  |
| 13. | Увод                   | 2:00    |  |
| 14. | Реџеповица             | 2:30    |  |
| 15. | Тапан со подземен екот | 1:10    |  |

| №   | Назив    | Трајање |  |
| 16. | АБВ...   | 1:25    |  |
| 17. | Буквоман | 2:40    |  |